# قلم موی شیطان
قلم موی شیطان(نام علمی: Pilosella aurantiaca) نام یک گونه از تیره کاسنیان است.